# Мелодия от подземието
„Мелодия от подземието“ (на френски: Mélodie en sous-sol) е френски криминален филм от 1963 година на режисьора Анри Верньой с участието на Жан Габен и Ален Делон.

## Сюжет
След присъда за обир, около 60-годишния Шарл излиза от затвора, чужд на света, който се променя, а бившите му партньори вече ги няма. Вместо съветите на съпругата си за достоен буржоазен живот, Шарл предпочита да се оттегли, но след един последен удар. Бившият съкилийник Франсис е единственият възможен партньор. Целта е приходът на казино в Кан. Планът е сложна и подробна схема на системи и инсталации със засичане на времето до секунда. Двамата работят в синхрон, всичко е проверено, а финалът буквално изплува с отражение в зрителното поле и на други очи.

## В ролите
| Изпълнител             | Роля             |
| ---------------------- | ---------------- |
| Жан Габен              | Шарл             |
| Ален Делон             | Франсис Верло    |
| Клод Сервал            | комисарят        |
| Вивиан Романс          | Жинет            |
| Карла Марлие           | Брижит           |
| Дора Дол               | графиня Дубляноф |
| Анри Вирложьо          | Марио            |
| Жан Карме              | бармен           |
| Хосе Луис де Вилалонга | месю Гимп        |
| Рита Кадиляк           | Лилиана          |
| Морис Биро             | Луи Ноден        |